# Arco (Cañaveral)
Arco o El Arquillo es una villa perteneciente al municipio de Cañaveral, provincia de Cáceres, Extremadura, España. Fue un municipio separado hasta 1963.
La villa, casi despoblada en la actualidad (no consta en el nomenclátor del INE), se ubica unos 5 km al oeste de la capital municipal, con la cual está conectada a través de la carretera provincial CC-40. Se ubica en la ladera meridional de la sierra del Arco, que la separa de Pedroso de Acim.

## Historia
En el Antiguo Régimen, Arco era una villa de muy pequeño tamaño. Su minúsculo territorio limitaba al oeste y noroeste con las tierras de la Orden de Alcántara, al noreste con las tierras de la ciudad de Coria y al este y sur con las tierras de Alconétar y Garrovillas. Se gobernaba bajo una unión personal con la cercana villa de Galisteo, con la cual compartía un mismo señor feudal, pero manteniéndose cada una como una villa separada de la otra; en 1715, el rey Felipe V concedió al señor de estas villas, Alonso Manrique de Lara y Silva, el título de duque del Arco. Según consta en el Censo de la Corona de Castilla de 1591, en su origen era un lugar anejo de Portezuelo en las tierras de la Orden de Alcántara, pero fue adquirido por los condes de Osorno, que también adquirieron la vecina villa de Galisteo. En el Catastro de Ensenada de 1752 ya se menciona como una villa.
Tras la caída del Antiguo Régimen en la primera mitad del siglo XIX, la villa se constituyó como un municipio del partido judicial de Garrovillas en la provincia de Cáceres. Su término municipal, de poco más de diez kilómetros cuadrados, limitaba al oeste y noroeste con Portezuelo, al noreste con Pedroso de Acim y al este y sur con Cañaveral. La despoblación fue provocada por la escasez de recursos ante el escaso término de la villa: según el diccionario de Madoz, de mediados del siglo XIX, las escasas tierras eran de mala calidad por hallarse en una zona de sierra, por lo que muchas de las cuarenta viviendas de la villa eran de vecinos de otras localidades. La parroquia, que seguía dependiendo por motivos históricos de la Orden de Alcántara, tenía su templo arruinado y se decía misa en una casa.
Aunque en el último censo de 1960 todavía quedaban 36 habitantes en la villa, el fortísimo éxodo rural que sufrió gran parte de España durante los últimos años de la dictadura franquista llevó a que en 1963 solamente quedasen dos familias que sumaban 11 habitantes. Debido a ello, el 4 de abril de 1963 fue aprobado un decreto por el ministro de la Gobernación Camilo Alonso Vega por el cual el municipio de Arco se integraba en el de Cañaveral.
La villa nunca llegó a abandonarse por completo, ya que se mantuvo en las décadas posteriores como un asentamiento para segundas residencias. En 2007, cuando solamente quedaban 4 habitantes viviendo permanentemente aquí y 8 viviendas en pie, el Ayuntamiento de Cañaveral instaló el alumbrado público y, en el contexto de la burbuja inmobiliaria de la época, se planificó convertirlo en un importante lugar turístico, para lo cual se planeó la pavimentación de las calles y la conexión al agua corriente de las casas que todavía no la tenían. El estallido de la burbuja impidió que se llevaran a cabo la mayoría de los proyectos y actualmente la villa sigue al borde de la despoblación, quedando en 2022 una sola habitante permanente y cinco viviendas intermitentemente habitadas.

## Demografía
| Gráfica de evolución demográfica de Arco entre 1842 y 1960 |
| |
| Población de derecho según los censos de población del INE Población de hecho según los censos de población del INEEntre el censo de 1970 y el anterior, este municipio desaparece porque se integra en el municipio Cañaveral en el año 1963. |

## Patrimonio
El principal monumento de la villa es la iglesia de Nuestra Señora de la Asunción, construida en 1847 debido al estado ruinoso en el que se encontraba el templo al que hacía referencia el diccionario de Madoz. El templo está a cargo de la Asociación de Amigos de Villa del Arco, una asociación formada por casi doscientos antiguos habitantes y descendientes de la villa. Se conserva además el tronco de un notable olmo del siglo XVI, que murió en 1998 por un ataque de grafiosis.

## Fiestas locales
La Asociación de Amigos de Villa del Arco organiza las fiestas patronales de la villa en el primer fin de semana de septiembre.